# Leonzio (nome)
Leonzio  è un nome proprio di persona italiano maschile.

## Varianti
- Maschili
  - Alterati: Leontino
- Femminili: Leonzia[2]
  - Alterati: Leontina[3]

### Varianti in altre lingue
- Catalano: Leonci
- Francese: Léonce[1]
  - Femminili: Léontine[3]
- Greco antico: Λεοντιος (Leontios)[1]
- Inglese
  - Femminili: Leontyne[3]

- Latino: Leontius[1][2]
  - Femminili: Leontia[2], Leontina[3]
- Polacco: Leoncjusz
  - Femminili: Leoncja
- Portoghese: Leôncio
- Russo: Леонтий (Leontij)[1]
- Spagnolo: Leoncio[1]

## Origine e diffusione
Deriva dal greco Λεοντιος (Leontios), basato sul termine λεων (leon, "leone"), e significa quindi "leonino", "simile a un leone"; è correlato etimologicamente ai nomi Leone, Leonida e Timoleone, tutti contenenti il termine λεων.
Alcune fonti considerano le forme Leontino e Leontina dei patronimici, con il significato di "appartenente a Leonzio", mentre altre ancora li vogliono nomi a sé stanti, di origine etnica, col significato di "abitante di Lentini".

## Onomastico
Il nome venne portato da diversi fra i primi santi; l'onomastico si festeggia solitamente il 13 gennaio in memoria di san Leonzio, vescovo di Cesarea in Cappadocia e martire, ma può ricadere anche in memoria di altri santi, in una delle date seguenti:
- 19 aprile, santa Leontina, vergine e martire[6]
- 18 giugno, san Leonzio, martire a Tripoli[7]
- 10 luglio, san Leonzio, martire con altri compagni a Nicopoli sotto Licinio[7]
- 11 luglio, san Leonzio II, vescovo di Bordeaux[7]
- 3 agosto, santa Leonzia, vergine di Vercelli[7]
- 12 settembre, san Leonzio, martire con Cronide e Serapione ad Alessandria d'Egitto sotto Massimino Daia[7]
- 1º dicembre, san Leonzio di Fréjus, vescovo[7]
- 6 dicembre, santa Leonzia, martire con altri compagni in Africa sotto Unerico[7]

## Persone
- Leonzio, militare e santo romano
- Leonzio, imperatore bizantino
- Leonzio, generale bizantino
- Leonzio, alto funzionario dell'Impero romano d'Oriente
- Leonzio, usurpatore contro Zenone
- Leonzio Alishan, poeta armeno
- Leonzio Pilato, monaco e traduttore italiano
- Leonzio Rezzadore, giocatore di curling e dirigente sportivo italiano
- Leonzio Teotochite, arcivescovo ortodosso bizantino

### Varianti
- Achille Léonce Victor Charles, duca de Broglie, politico e diplomatico francese
- Léonce Perret, attore, regista e produttore cinematografico francese
- Leoncio Evita Enoy, scrittore equatoguineano
- Leontij Andrianovič Gagemejster, navigatore ed esploratore russo

### Varianti femminili
- Leontina Papà, attrice teatrale e attrice cinematografica italiana
- Leontina Văduva, soprano rumeno con cittadinanza francese
- Leontine Martha Henrica Petronella Zijlaard-van Moorsel, vero nome di Leontien van Moorsel, ciclista su strada e pistard olandese
- Leontyne Price, soprano statunitense
- Leonzia, figlia di Leone I il Trace
- Leonzia, filosofa greca antica

## Il nome nelle arti
- Leontina Ferraresi è un personaggio secondario del film Hanno rubato un tram, diretto e interpretato da Aldo Fabrizi. Parzialmente omonima l'attrice che interpretò il ruolo, Leontina Zucchelli.